# Tadeusz Prejzner (1925–2010)
Tadeusz Prejzner, pseud. Adam Sokulski (ur. 17 marca 1925 w Radzyniu Podlaskim, zm. 17 marca 2010 w Warszawie) – polski kompozytor, pianista i aranżer, również pedagog i publicysta.

## Życiorys
Studia pianistyczne rozpoczął podczas okupacji, a jego nauczycielem był Zbigniew Drzewiecki. Po wojnie kontynuował naukę w Krakowie (Zbigniew Drzewiecki był profesorem i pierwszym rektorem krakowskiej PWSM).
W latach 1947–1950 grał w big-bandzie jazzowym, którego był współzałożycielem. Zespół działał przy krakowskim klubie studenckim Rotunda, a grali w nim m.in. Roman Dyląg, Jerzy Matuszkiewicz i Andrzej Trzaskowski. Jeszcze podczas studiów występował w duecie fortepianowym z Marianem Radzikiem, a potem w orkiestrze Tysiąc Taktów Muzyki Jazzowej (później: Tysiąc Taktów Muzyki) utworzonej w 1947 przez Zygmunta Karasińskiego.
W okresie 1954–1957, wraz z Haliną Prejzner, pracował w Zakładowym Domu Kultury FSC w Starachowicach prowadząc – jako kierownik muzyczny i dyrygent – Zespół Pieśni i Tańca "Starachowianie". W 1957 przeprowadził się do Warszawy, gdzie podjął (i ukończył) studia w Państwowej Wyższej Szkole Muzycznej. Studiował na Wydziale Teorii i Kompozycji, w klasie prof. Kazimierza Sikorskiego. W Warszawie również nawiązał współpracę ze środowiskiem akademickim, zwłaszcza ze studenckimi kabaretami z klubu Stodoła i Studenckim Teatrem Satyryków (STS). Komponował też dla kabaretów Szpak i Dudek. Założył i prowadził własny zespół muzyczny, który wielokrotnie towarzyszył popularnym polskim wykonawcom np. podczas nagrań radiowych czy płytowych. Z zespołem tym nagrał jedyną swoją "dużą" płytę – "Spacer brzegiem morza", w której powstaniu uczestniczyli tacy muzycy jazzowi jak Włodzimierz Nahorny, Tomasz Stańko, Janusz Muniak i in.
W latach 1974–1978 był pracownikiem Polskiego Radia (w Redakcji Muzycznej), współpracował też z pismami "Jazz" i "Jazz Forum", zamieszczając w nich swoje artykuły i recenzje muzyczne.  Do 1985 był również nauczycielem akademickim.
Założył i prowadził studio nagrań, w którym powstało kilkadziesiąt płyt CD (z muzyką poważną, piosenkami dla dzieci, muzyką rozrywkową i taneczną).
Był członkiem Związku Kompozytorów Polskich, a także Związku Polskich Autorów i Kompozytorów.
Odznaczony Brązowym Medalem "Za zasługi dla obronności kraju".
Znany przede wszystkim ze swojej twórczości kompozytorskiej. Tworzył muzykę symfoniczną (Symfonia na wielką orkiestrę symfoniczną, "Scherzo Kwartowe" na małą orkiestrę symfoniczną) i kameralną ("Cztery preludia" na zespół kameralny, "Dwa światy" na dwa kwartety smyczkowe, "Wariacje" na kwartet smyczkowy, osiem etiud kameralnych na kwintet dęty i kwartet smyczkowy, trzy etiudy na instrumenty dęte, kwintet na blachę, dwa tria na róg, trąbkę i puzon, cykl pieśni na głos z fortepianem do tekstów Wandy Bacewicz).
Pisał utwory dla potrzeb teatru i filmu (głównie filmów animowanych i dokumentalnych). Jest także kompozytorem wielu utworów instrumentalnych i piosenek dla wykonawców muzyki rozrywkowej (Ali-Babek, Fryderyki Elkany, Kaliny Jędrusik, Igi Cembrzyńskiej, Andrzeja Dąbrowskiego, Urszuli Dudziak, Marii Koterbskiej, Andrzeja Rosiewicza i Ireny Santor).
W 1963 otrzymał II nagrodę w konkursie Związku Kompozytorów Polskich dla młodych kompozytorów za "Cztery Preludia" na zespół kameralny, a w 1965 I nagrodę na III Krajowym Festiwalu Polskiej Piosenki w Opolu za piosenkę "Światowe życie" (wykonanie Wojciech Młynarski).

## Dyskografia (niepełna)
- 1957 EP Polscy Pianiści Jazzowi – Tadeusz Prejzner ("Hootie's blues", "The Fives Boogie", "Trzej muszkieterowie", "W samotnym domu"; z towarzyszeniem sekcji rytmicznej, Muza N0036)
- 1961 SP Brigitte Petry ("When the Saints Go Marchin' in", "Swinging school"; piosenkarce towarzyszy Zespół Instrumentalny pod dyr. Tadeusza Prejznera, Pronit SP 64)
- 1966 LP różni wykonawcy – Piosenki o mojej Warszawie (wykonawcom towarzyszy m.in. Zespół Instrumentalny pod dyr. Tadeusza Prejznera)
- 1967 LP Spacer brzegiem morza
- 1968 LP Teresa Tutinas Jak cię miły zatrzymać (piosenka "Nikt nie pomoże" nagrana została z towarzyszeniem Zespołu Instrumentalnego pod dyr. Tadeusza Prejznera)
- 1972 LP Polski Folklor muzyczny vol.2 Kapele rzeszowskie ("Polka" -lud.- wykonanie Tadeusz Prejzner – cymbały)
- 1973 LP Alina Janowska Alina Janowska (z towarzyszeniem zespołu instr. pod dyr.Tadeusza Prejznera)

- LP różni wykonawcy Polish Jazz 1946-1956 vol. 4 ("The Fives Boogie" w wyk. Tadeusza Prejznera – fortepian (plus sekcja rytmiczna), Muza SX 1325)
- SP Tadeusz Prejzner (A: "Twa tratwa", B: "Złoty płomyk"; Pronit SP452)
- SP Tadeusz Prejzner (A: "Spacer brzegiem morza", B: "Chwile niepokoju"; Pronit SP453)
- EP Teresa Tutinas (cztery piosenki nagrane z towarzyszeniem  Zespołu Instrumentalnego pod dyr. Tadeusza Prejznera; Muza N 0479)
- EP różni wykonawcy Piosenki dla matki (A – Sława Przybylska "Twoje dziedzictwo" z towarzyszeniem Zespołu Instrumentalnego pod dyr. Tadeusza Prejznera; Muza N 0756)
- SP różni wykonawcy (B: Tadeusz Prejzner – fortepian (plus sekcja rytmiczna): "Hootie's blues" i "The Fives Boogie", Veriton 214)